# Montagut i Oix

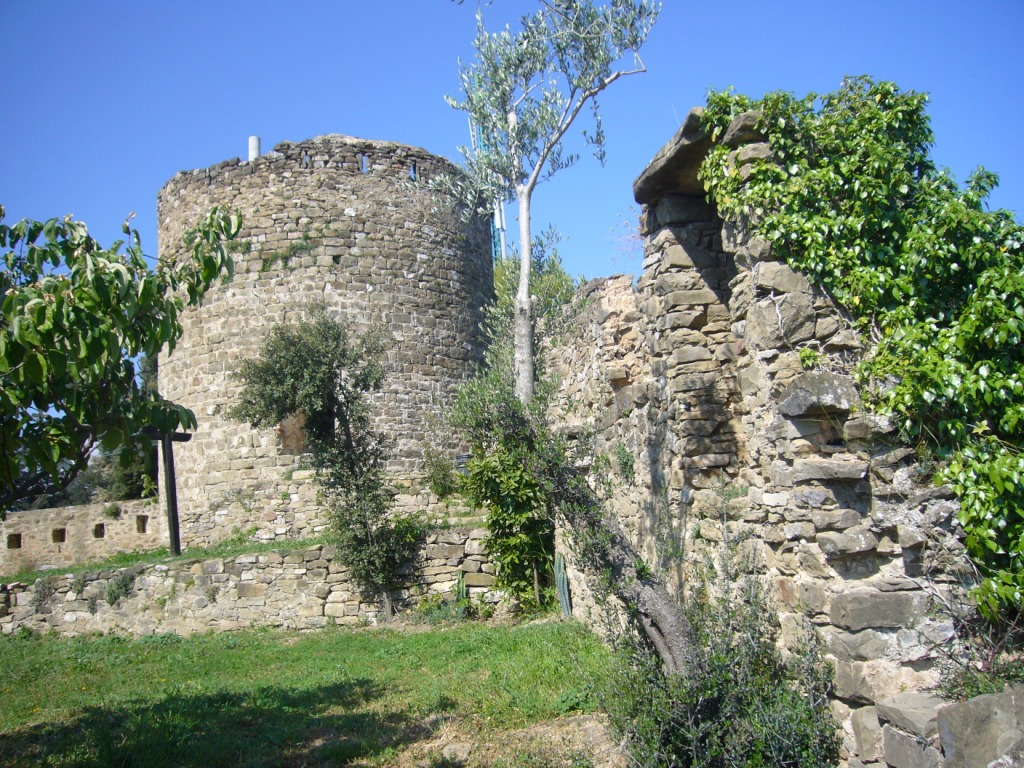
Castell de Montagut

Montagut i Oix ist ein Ort und eine Gemeinde (municipi) mit 1.000 Einwohnern (Stand: 2024) in der Provinz Girona in der Autonomen Region Katalonien.

## Lage
Die aus etwa einem Dutzend Dörfern und Weilern bestehende Gemeinde Montagut i Oix liegt in einer Höhe von etwa 250 bis 300 Metern ü. d. M. in der waldreichen Umgebung der südlichen Ausläufer der spanischen Pyrenäen. Ein Teil des Gemeindegebietes gehört zum Naturpark L’Alta Gerrotxa. Die flächenmäßig vergleichsweise große Gemeinde ist etwa 56 Kilometer (Fahrtstrecke) in nordwestlicher Richtung von Girona bzw. etwa 49 Kilometer in westlicher Richtung von Figueres entfernt. Die denkmalgeschützte mittelalterliche Kleinstadt Besalú befindet sich etwa 23 Kilometer (Fahrtstrecke) südöstlich.

## Bevölkerungsentwicklung
Aufgrund vieler Eingemeindungen liegen verlässliche Zahlen zur Bevölkerungsentwicklung erst ab 1998 vor; demzufolge schwankte die Bevölkerung zwischen 1998 und 2013 zwischen 800 und 1.000 Einwohner.

## Wirtschaft
Früher lebten die Einwohner hauptsächlich als Selbstversorger von der Landwirtschaft, zu der auch die Haltung von Vieh gehörte. Montagut und Oix dienten überdies als handwerkliche und merkantile Zentren mehrerer Dörfer und Weiler in der Umgebung.

## Geschichte
Obwohl der Zusammenschluss von Montagut und Oix bereits im Jahr 1972 erfolgte, nahm die Gemeinde ihren neuen Namen erst im Jahr 2002 an.

## Sehenswürdigkeiten
- Von der ehemaligen Burg (castell) von Montagut stehen noch Mauerreste sowie ein Rundturm.
- Die Burg von Oix ist deutlich besser erhalten und teilweise bewohnt.
- Das bereits im 9. Jahrhundert erwähnte Kloster Sant Aniol d’Aguja (42° 19′ 0,9″ N, 2° 35′ 16,8″ O) erhielt im 11. Jahrhundert eine neue Kirche, die größtenteils aus Bruchsteinen errichtet ist. Die Apsis ist durch Lisenen und Rundbögen im Lombardischen Baustil gegliedert; die Westfassade ist dagegen ungegliedert und schmucklos – lediglich ein Rundfenster befindet sich über dem Portal. Ein kleiner, später hinzugefügter Glockengiebel (espadanya) aus Backstein überragt das einschiffige Gebäude.
- Auf dem großen Gemeindegebiet stehen mehrere kleinere romanische Kirchen, Kapellen und Einsiedeleien.

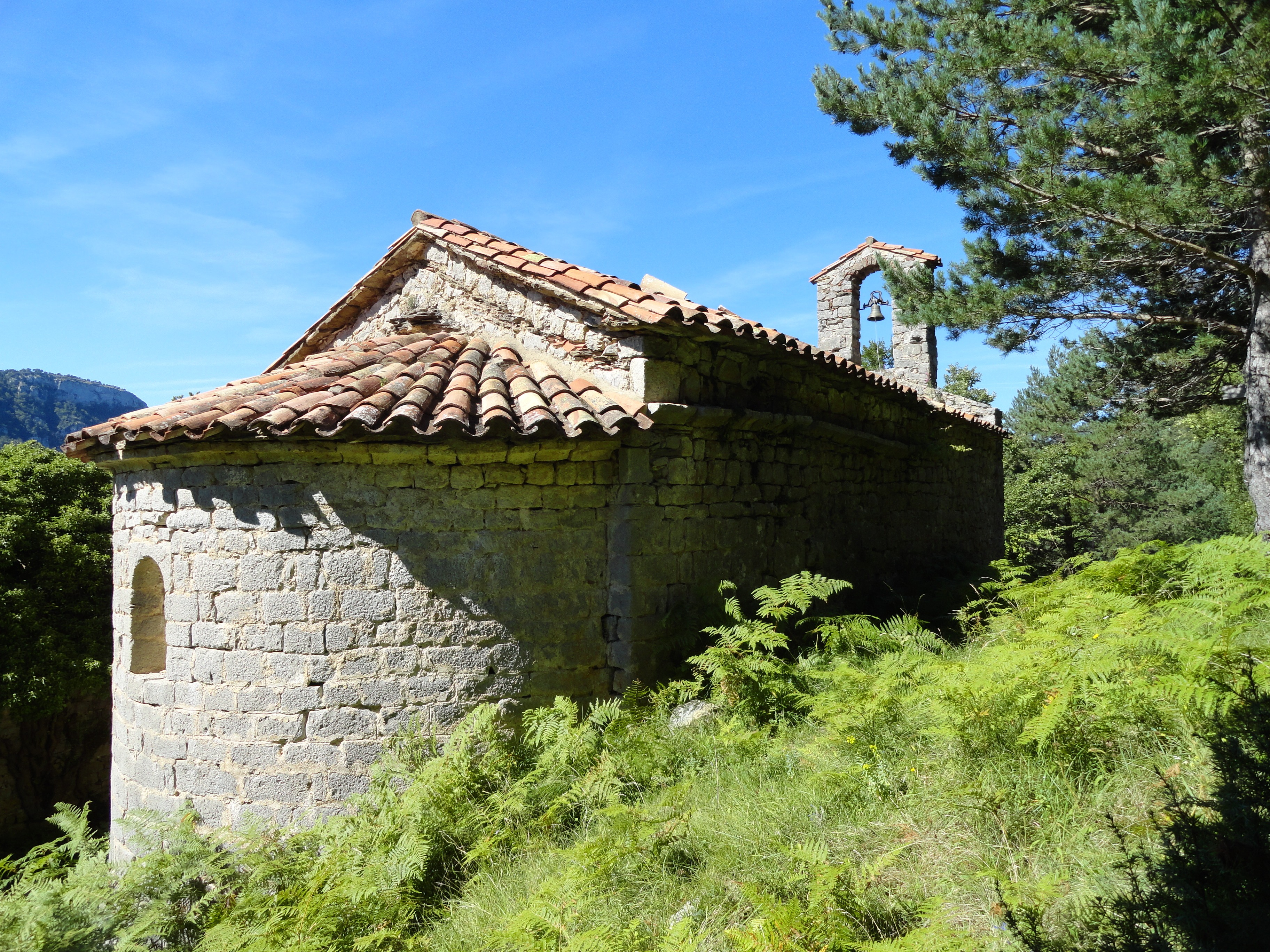
Nostra Senyora de les Agulles
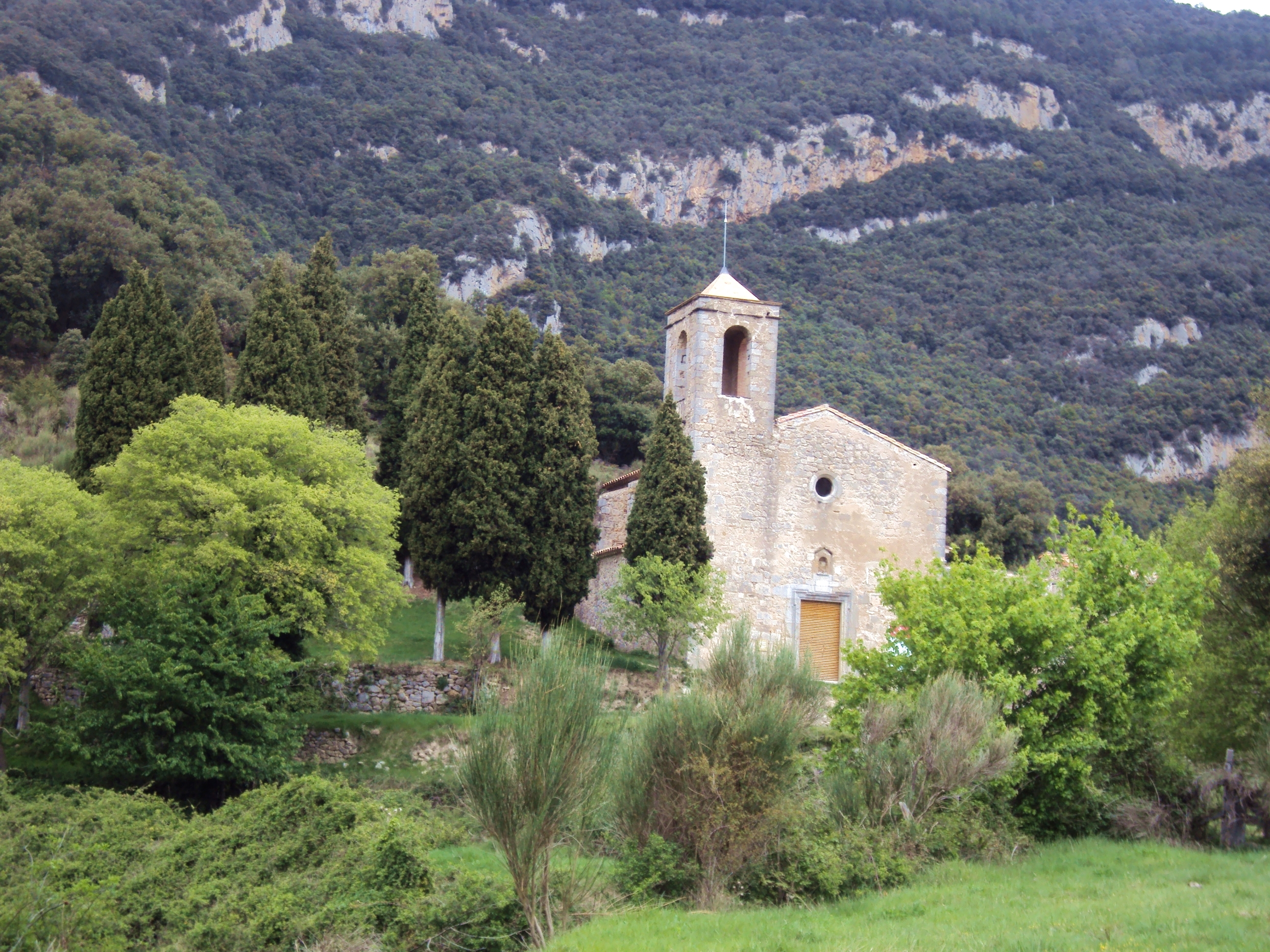
Sant Martì de Talaixà
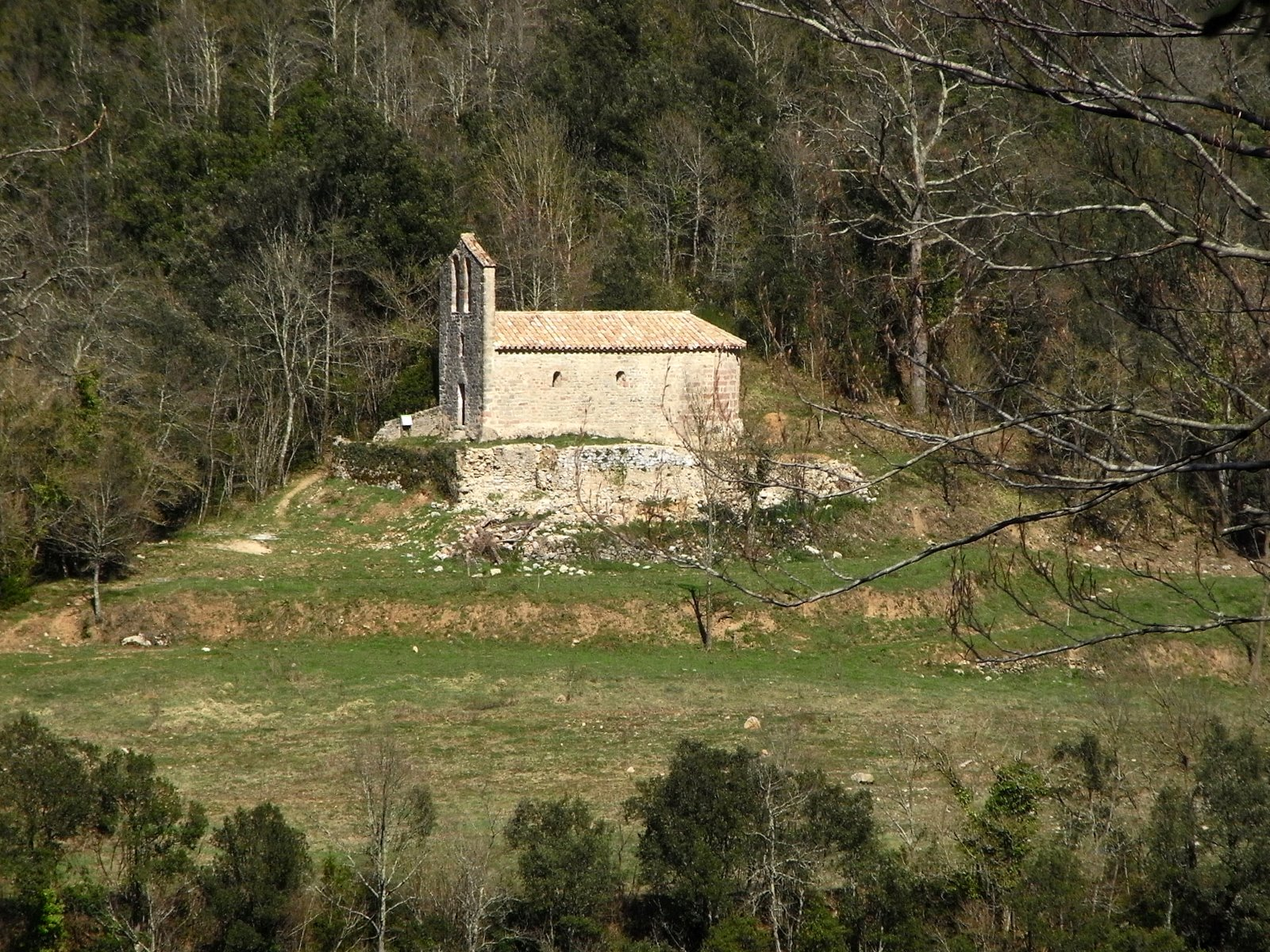
Ermita de Sant Miquel Sesvinyes